# مردان (فیلم ۱۹۵۰)
مردان (انگلیسی: The Men) فیلمی در ژانر درام، رمانتیک و جنگی به کارگردانی فرد زینمان محصول ایالات متحدهٔ آمریکا است که در سال ۱۹۵۰ منتشر شد.

## بازیگران
- مارلون براندو
- ترزا رایت
- اورت اسلون
- جک وب
- ریچارد اردمن
- دورتی تری
- هاوارد سنت جان